# Шкаре (Оточаць)
44°53′ пн. ш. 15°19′ сх. д. / 44.89° пн. ш. 15.31° сх. д.
Шкаре (хорв. Škare) — населений пункт у Хорватії, в Лицько-Сенській жупанії у складі міста Оточаць.

## Населення
Населення за даними перепису 2011 року становило 36 осіб.
Динаміка чисельності населення поселення:

## Клімат
Середня річна температура становить 9,41 °C, середня максимальна – 23,72 °C, а середня мінімальна – -7,04 °C. Середня річна кількість опадів – 1305 мм.
| Клімат поселення                              | Клімат поселення | Клімат поселення | Клімат поселення | Клімат поселення | Клімат поселення | Клімат поселення | Клімат поселення | Клімат поселення | Клімат поселення | Клімат поселення | Клімат поселення | Клімат поселення | Клімат поселення |
| Показник                                      | Січ.             | Лют.             | Бер.             | Квіт.            | Трав.            | Черв.            | Лип.             | Серп.            | Вер.             | Жовт.            | Лист.            | Груд.            |                  |
| Середній максимум, °C                         | 5,74             | 7,53             | 11,30            | 15,34            | 19,82            | 23,50            | 23,72            | 23,31            | 18,88            | 13,91            | 8,63             | 4,52             |                  |
| Середня температура, °C                       | −0,64            | 1,13             | 4,91             | 8,95             | 13,41            | 17,10            | 19,56            | 19,14            | 14,73            | 9,75             | 4,48             | 0,36             |                  |
| Середній мінімум, °C                          | −7,04            | −5,26            | −1,5             | 2,55             | 7,01             | 10,70            | 15,41            | 15,00            | 10,58            | 5,62             | 0,33             | −3,79            |                  |
| Норма опадів, мм                              | 91               | 92               | 96               | 107              | 98               | 98               | 71               | 86               | 130              | 150              | 160              | 126              |                  |
| Середньомісячна швидкість вітру, м/с          | 1.83             | 1.94             | 2.24             | 2.22             | 2.03             | 1.87             | 1.82             | 1.72             | 1.72             | 1.82             | 2.02             | 2.02             |                  |
| Середньомісячна сонячна радіація, кДж/м²·день | 4362             | 7086             | 10503            | 15041            | 19198            | 21068            | 22701            | 19629            | 14291            | 9018             | 4784             | 3644             |                  |
| --------------------------------------------- | ---------------- | ---------------- | ---------------- | ---------------- | ---------------- | ---------------- | ---------------- | ---------------- | ---------------- | ---------------- | ---------------- | ---------------- | ---------------- |
| Джерело:                                      |                  |                  |                  |                  |                  |                  |                  |                  |                  |                  |                  |                  |                  |